# Cò bợ
Cò bợ, còn gọi là cò ma, cò cói (danh pháp hai phần: Ardeola bacchus), là một loài chim ở Đông Á, thuộc họ Diệc.

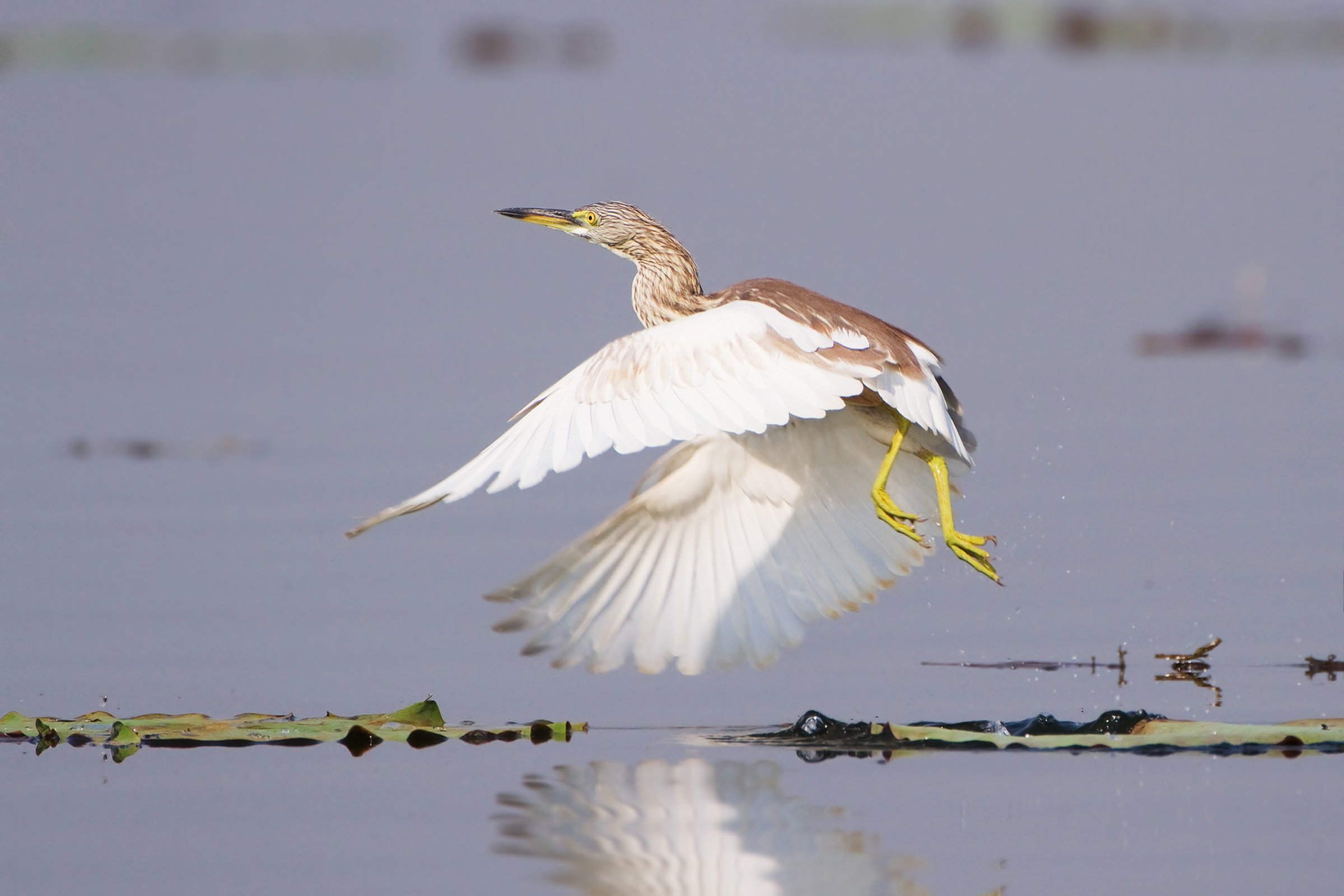
Bộ lông chim trưởng thành màu nâu sẽ nhạt dần khi trời sang đông

Cò bợ có chiều dài trung bình 47 cm, thường với bộ lông nền trắng, lưng màu nâu, mỏ vàng với đầu mỏ đen; chân và mắt cò màu vàng. Lông cò chuyển sang màu đỏ, xanh và trắng vào mùa sinh sản. Vào thời gian còn lại lông cò màu nâu xám pha đốm trắng.
Cò bợ sống ở đầm lầy nước lợ tương đối nông cạn ở vùng ôn đới và bán nhiệt đới Đông Á. Chúng thích vùng đồng bằng với bản địa trải dài từ duyên hải đến vùng núi phía tây.
Cò bợ không hẳn là loài chim thiên di nhưng cũng di chuyển ít nhiều theo mùa. Có trường hợp một con cò sinh sống ở Myanmar vào Tháng Tư, 1995 mà đến Tháng Tám, 1997 lại xuất hiện ở Alaska.
Thức ăn chính của cò bợ là côn trùng, cá và các loài giáp xác. Khi làm tổ, cò bợ sẽ làm xen kẽ với các loài cò khác. Cò đẻ trứng màu xanh lam pha màu lục. Mỗi lứa từ ba đến sáu quả trứng.
Là loài khá phổ biến, cò bợ không phải là loài bị đe dọa theo theo nhận định của IUCN.

## Hình ảnh

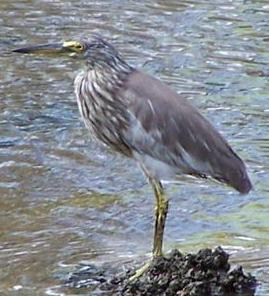
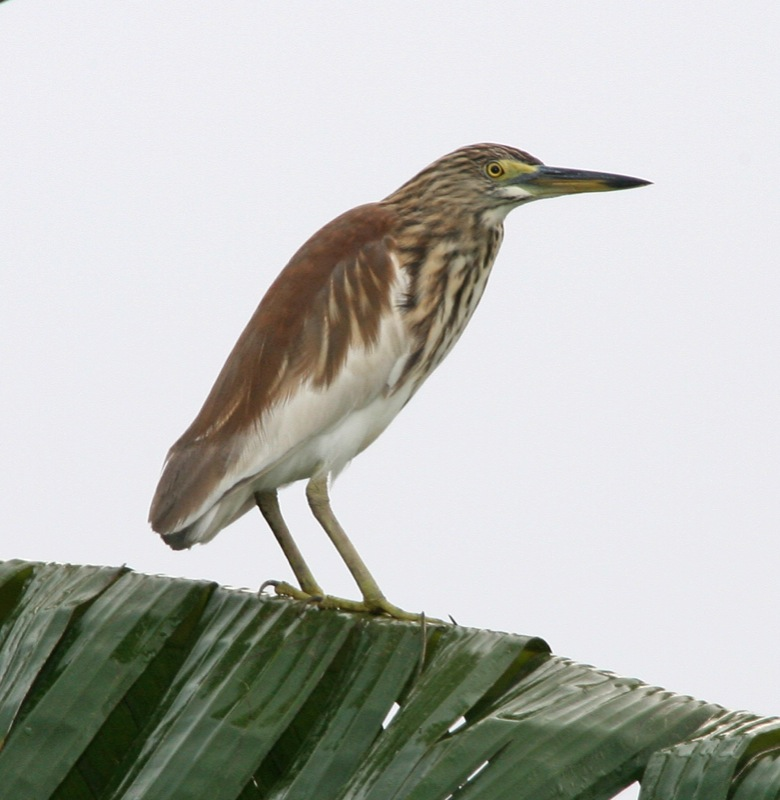